# V Deep
V Deep è il quinto album in studio del gruppo musicale irlandese The Boomtown Rats, pubblicato nel 1982.

## Tracce
UK
1. Never in a Million Years
2. The Bitter End
3. Talking in Code
4. He Watches It All
5. A Storm Breaks
6. Charmed Lives
7. House on Fire
8. Up All Night
9. Skin on Skin
10. The Little Death/... House Burned Down

USA
1. Never in a Million Years
2. The Bitter End
3. Talking in Code
4. He Watches It All
5. A Storm Breaks
6. Charmed Lives
7. House on Fire
8. Whitehall 1212
9. Skin on Skin
10. The Little Death/... House Burned Down

Riedizione 2005
1. He Watches It All
2. Never in a Million Years
3. Talking in Code
4. The Bitter End
5. The Little Death
6. A Storm Breaks
7. Up All Night
8. House on Fire
9. Charmed Lives
10. Skin on Skin
11. Say Hi to Mick
12. No Hiding Place
13. House on Fire (12" Dub Version)
14. Up All Night (Long Version)